# That Girl Montana
Pour plus de détails, voir Fiche technique et Distribution.
That Girl Montana est un film américain réalisé par Robert Thornby, sorti en 1921.

## Synopsis
Montana Rivers quitte son père Lee Holly qui la forçait à porter des vêtements d'homme et à l'aider à voler et à tricher aux cartes. Elle est recueillie dans un village d'Indiens où elle prend le nom de Tana. Plus tard, Akkomi, le chef de la tribu, demande à son ami Dan Overton d'emmener la jeune femme car ce n'est pas bon pour elle de rester dans leur campement. Dan s'occupe d'elle et en tombe amoureux, mais elle, à cause de son passé, garde ses distances. Jim Harris reconnaît Tana comme étant le jeune voleur, mais, dans une bagarre, Dan lui donne un coup qui le paralyse en partie. Jim reste avec Dan, qui regrette sa précipitation. Un jour, Holly arrive et demande qu'elle vienne avec lui. Elle refuse mais ne dit rien à Dan. Mais en fait Jim attendait de se venger d'Holly, qui était parti avec sa femme et son bébé, et arrive à l'étrangler. Jim apprend alors à Tana qu'elle est sa fille.

## Fiche technique
- Titre original : That Girl Montana
- Réalisation : Robert Thornby
- Scénario : George H. Plympton (en), d'après le roman That Girl Montana de Marah Ellis Ryan (en)
- Photographie : Lucien Andriot
- Production : Jesse D. Hampton
- Société de production : Jesse D. Hampton Productions[2], Ward Lascelle Productions[2], Pathé Exchange[3]
- Société de distribution : Pathé Exchange
- Pays de production :  États-Unis
- Langue originale : anglais
- Format : noir et blanc — 35 mm — 1,37:1 — Film muet
- Genre : Western
- Durée : 68 minutes
- Date de sortie : 
  - États-Unis : janvier 1921
- Licence : Domaine public

## Distribution
- Blanche Sweet : Montana Rivers
- Mahlon Hamilton : Dan Overton
- Frank Lanning : Jim Harris
- Edward Peil Sr. : Lee Holly
- Charles Edler : Akkomi
- Claire Du Brey : Lottie
- Kate Price : Mme Huzzard
- Jack Roseleigh : Max Lyster